# Pangasianodon
Pangasianodon là một chi cá da trơn trong họ Pangasiidae.

## Các loài
Hiện tại một số loài được ghi nhận:
- Pangasianodon gigas Chevey, 1931
- Pangasianodon hypophthalmus (Sauvage, 1878)